# Liste des aéroports canadiens par indicateur d'emplacement : CJ
Cette liste d'aéroports reprend l'ordre alphabétique suivi par le « TC LID ». Le « TC LID » est le « lieu d'identification » donné par Transports Canada, représentant le nom et le lieu d'un aéroport. C'est une aide de direction pour aider la circulation aérienne, les télécommunications et les programmes d'ordinateur.
Le format des entrées sont:
- Lieu d'identification (TC LID) - IATA - Nom de l'aéroport (nom alternatif) - Communauté de l'aéroport - Province

Les aéroports du Réseau national des aéroports sont en caractères gras.

## CA -Canada- CAN[1],[2]
| TC LID | IATA | Nom de l'aéroport                                      | Communauté               | Province                  |
| ------ | ---- | ------------------------------------------------------ | ------------------------ | ------------------------- |
| CJA3   |      | Aérodrome Morden Regional                              | Morden                   | Manitoba                  |
| CJA5   |      | Aéroport Nestor Falls                                  | Nestor Falls             | Ontario                   |
| CJA7   |      | Aéroport Arcola                                        | Arcola                   | Saskatchewan              |
| CJA8   |      | Hydroaérodrome Deer Lake                               | Deer Lake                | Ontario                   |
| CJA9   |      | Hydroaérodrome Hudson                                  | Hudson                   | Ontario                   |
| CJB2   |      | Aéroport Carman/Friendship Field                       | Carman                   | Manitoba                  |
| CJB3   |      | Aéroport Steinbach                                     | Steinbach                | Manitoba                  |
| CJB5   |      | Aéroport Moosomin/Marshall McLeod Field                | Moosomin                 | Saskatchewan              |
| CJB6   |      | Aéroport Gods Lake                                     | Gods Lake                | Manitoba                  |
| CJB7   |      | Hydroaérodrome Buffalo Narrows                         | Buffalo Narrows          | Saskatchewan              |
| CJB8   |      | Aéroport Kyle                                          | Kyle                     | Saskatchewan              |
| CJC2   |      | Aéroport Craik                                         | Craik                    | Saskatchewan              |
| CJC3   |      | Aéroport Davidson Municipal                            | Davidson                 | Saskatchewan              |
| CJC4   |      | Aéroport Central Butte                                 | Central Butte            | Saskatchewan              |
| CJC5   |      | Aéroport Shaunavon                                     | Shaunavon                | Saskatchewan              |
| CJC6   |      | Aéroport Hafford                                       | Hafford                  | Saskatchewan              |
| CJC7   |      | Hydroaérodrome Burditt Lake                            | Burditt Lake             | Ontario                   |
| CJC8   |      | Aéroport Laurie River                                  | Laurie River             | Manitoba                  |
| CJD3   |      | Aéroport Birch Hills                                   | Birch Hills              | Saskatchewan              |
| CJD5   |      | Aéroport Leader                                        | Leader                   | Saskatchewan              |
| CJD6   |      | Hydroaérodrome Sand Point Lake                         | Sand Point Lake          | Ontario                   |
| CJD7   |      | Hydroaérodrome Cambridge Bay                           | Cambridge Bay            | Nunavut                   |
| CJD8   |      | Hydroaérodrome Dryden                                  | Dryden                   | Ontario                   |
| CJD9   |      | Hydroaérodrome Ignace                                  | Ignace                   | Ontario                   |
| CJE2   |      | Aéroport Dore Lake                                     | Dore Lake                | Saskatchewan              |
| CJE3   |      | Aéroport Weyburn                                       | Weyburn                  | Saskatchewan              |
| CJE4   |      | Aéroport Snow Lake                                     | Snow Lake                | Manitoba                  |
| CJE5   |      | Aéroport Glaslyn                                       | Glaslyn                  | Saskatchewan              |
| CJE7   |      | Aéroport Ashern                                        | Ashern                   | Manitoba                  |
| CJE8   |      | Hydroaérodrome Ear Falls                               | Ear Falls                | Ontario                   |
| CJF3   |      | Aéroport Île-à-la-Crosse                               | Île-à-la-Crosse          | Saskatchewan              |
| CJF5   |      | Aéroport West Poplar                                   | West Poplar              | Saskatchewan              |
| CJF6   |      | Hydroaérodrome Armstrong                               | Armstrong                | Ontario                   |
| CJF8   |      | Aéroport Biggar                                        | Biggar                   | Saskatchewan              |
| CJG2   |      | Aéroport Eatonia (Elvie Smith) Municipal               | Eatonia                  | Saskatchewan              |
| CJG4   |      | Aéroport Wrong Lake                                    | Wrong Lake               | Manitoba                  |
| CJG6   |      | Héliport Kenora (Lake Of The Woods District Hospital)  | Kenora                   | Ontario                   |
| CJH3   |      | Aérodrome Maidstone                                    | Maidstone                | Saskatchewan              |
| CJH6   |      | Hydroaérodrome Atikokan                                | Atikokan                 | Ontario                   |
| CJH8   |      | Aéroport Leask                                         | Leask                    | Saskatchewan              |
| CJJ2   |      | Aéroport Glenboro                                      | Glenboro                 | Manitoba                  |
| CJJ3   |      | Aérodrome Wildwood/Loche Mist Farms                    | Wildwood                 | Alberta                   |
| CJJ4   |      | Aéroport Deloraine                                     | Deloraine                | Manitoba                  |
| CJJ5   |      | Aéroport Cabri                                         | Cabri                    | Saskatchewan              |
| CJJ5   |      | Héliport Cabri (Fire Centre)                           | Cabri                    | Saskatchewan              |
| CJJ7   |      | Hydroaérodrome Churchill                               | Churchill                | Manitoba                  |
| CJJ8   |      | Aéroport Macklin                                       | Macklin                  | Saskatchewan              |
| CJK2   |      | Aéroport Gunisao Lake                                  | Gunisao Lake             | Manitoba                  |
| CJK3   |      | Aéroport Beauval                                       | Beauval                  | Saskatchewan              |
| CJK4   |      | Aéroport Esterhazy                                     | Esterhazy                | Saskatchewan              |
| CJK5   |      | Aéroport Gull Lake                                     | Gull Lake                | Saskatchewan              |
| CJK6   |      | Hydroaérodrome Baker Lake                              | Baker Lake               | Nunavut                   |
| CJK8   |      | Hydroaérodrome Flin Flon/Channing                      | Flin Flon                | Manitoba                  |
| CJK9   |      | Aéroport Preeceville                                   | Preeceville              | Saskatchewan              |
| CJL2   |      | Aéroport Hatchet Lake                                  | Hatchet Lake             | Saskatchewan              |
| CJL4   |      | Aéroport La Loche                                      | La Loche                 | Saskatchewan              |
| CJL5   |      | Aéroport Winnipeg/Lyncrest                             | Lyncrest                 | Manitoba                  |
| CJL7   |      | Hydroaérodrome Confederation Lake                      | Confederation Lake       | Ontario                   |
| CJL8   |      | Aéroport Kasba Lake                                    | Kasba Lake Lodge         | Territoires du Nord-Ouest |
| CJL9   |      | Aéroport Radisson                                      | Radisson                 | Saskatchewan              |
| CJM2   |      | Aéroport Ituna                                         | Ituna                    | Saskatchewan              |
| CJM4   |      | Aéroport Gravelbourg                                   | Gravelbourg              | Saskatchewan              |
| CJM5   |      | Aéroport Frontier                                      | Frontier                 | Saskatchewan              |
| CJM6   |      | Aéroport Arborfield                                    | Arborfield               | Saskatchewan              |
| CJM8   |      | Hydroaérodrome Fort Frances                            | Fort Frances             | Ontario                   |
| CJM9   |      | Hydroaérodrome Kenora                                  | Kenora                   | Ontario                   |
| CJN2   |      | Aéroport Kamsack                                       | Kamsack                  | Saskatchewan              |
| CJN3   |      | Héliport Ignace                                        | Ignace                   | Ontario                   |
| CJN4   |      | Aéroport Assiniboia                                    | Assiniboia               | Saskatchewan              |
| CJN5   |      | Village aéronautique Saskatoon/Corman                  | Saskatoon                | Saskatchewan              |
| CJN7   |      | Aérodrome Little Churchill River/Dunlop's Fly In Lodge | Little Church River      | Manitoba                  |
| CJN8   |      | Hydroaérodrome Fort Reliance                           | Fort Reliance            | Territoires du Nord-Ouest |
| CJP2   |      | Aéroport Kerrobert                                     | Kerrobert                | Saskatchewan              |
| CJP3   |      | Hydroaérodrome Savant Lake (Sturgeon Lake)             | Savant Lake              | Ontario                   |
| CJP5   |      | Hydroaérodrome Kasba Lake                              | Kasba Lake Lodge         | Territoires du Nord-Ouest |
| CJP6   |      | Aéroport Camsell Portage                               | Camsell Portage          | Saskatchewan              |
| CJP7   |      | Aéroport Bird River (Lac Du Bonnet)                    | Lac-du-Bonnet            | Manitoba                  |
| CJP8   |      | Hydroaérodrome Gillam                                  | Gillam                   | Manitoba                  |
| CJP9   |      | Aéroport Charlot River                                 | Charlot River            | Saskatchewan              |
| CJQ2   |      | Aéroport Lampman                                       | Lampman                  | Saskatchewan              |
| CJQ3   |      | Aéroport Carlyle                                       | Carlyle                  | Saskatchewan              |
| CJQ4   |      | Aéroport Maple Creek                                   | Maple Creek              | Saskatchewan              |
| CJQ6   | JQ6  | Aéroport Tanquary Fiord                                | Tanquary Fiord           | Nunavut                   |
| CJQ9   |      | Aéroport Big Sand Lake                                 | Big Sand Lake            | Manitoba                  |
| CJR2   |      | Aéroport Luseland                                      | Luseland                 | Saskatchewan              |
| CJR3   |      | Aéroport The Pas/Grace Lake                            | The Pas                  | Manitoba                  |
| CJR4   |      | Aéroport Eston                                         | Eston                    | Saskatchewan              |
| CJR5   |      | Aérodrome Gladstone                                    | Gladstone                | Manitoba                  |
| CJR7   |      | Aéroport Canora                                        | Canora                   | Saskatchewan              |
| CJR8   |      | Aéroport McCreary                                      | McCreary                 | Manitoba                  |
| CJS2   |      | Aéroport Malcolm Island                                | Malcolm Island           | Saskatchewan              |
| CJS4   |      | Aéroport Moose Jaw Municipal                           | Moose Jaw                | Saskatchewan              |
| CJS5   |      | Aéroport Killarney Municipal                           | Killarney                | Manitoba                  |
| CJS6   |      | Hydroaérodrome Big Hook Wilderness Camp                | Big Hook Wilderness Camp | Ontario                   |
| CJS7   |      | Aéroport Carman (South)                                | Carman                   | Manitoba                  |
| CJS8   |      | Hydroaérodrome Gods Lake Narrows                       | Gods Lake Narrows        | Manitoba                  |
| CJS9   |      | Hydroaérodrome Lac Du Bonnet (North)                   | Lac-du-Bonnet            | Manitoba                  |
| CJT2   |      | Aéroport Matheson Island                               | Matheson Island          | Manitoba                  |
| CJT3   |      | Aéroport Knee Lake                                     | Knee Lake                | Manitoba                  |
| CJT4   |      | Aéroport Cumberland House                              | Cumberland House         | Saskatchewan              |
| CJT5   |      | Aéroport Melita                                        | Melita                   | Manitoba                  |
| CJT7   |      | Hydroaérodrome Cushing Lake                            | Upsala                   | Ontario                   |
| CJT8   |      | Aéroport Homewood                                      | Homewood                 | Manitoba                  |
| CJT9   |      | Aéroport Leoville                                      | Leoville                 | Saskatchewan              |
| CJU3   |      | Aéroport Macdonald                                     | MacDonald                | Manitoba                  |
| CJU4   |      | Aéroport Humboldt                                      | Humboldt                 | Saskatchewan              |
| CJU5   |      | Aéroport Minnedosa                                     | Minnedosa                | Manitoba                  |
| CJU6   |      | Aéroport Arborg                                        | Arborg                   | Manitoba                  |
| CJU7   |      | Aéroport Edam                                          | Edam                     | Saskatchewan              |
| CJU9   |      | Hydroaérodrome Lac La Croix                            | Lac La Croix             | Ontario                   |
| CJV2   |      | Aéroport Neilburg                                      | Neilburg                 | Saskatchewan              |
| CJV4   |      | Aéroport Otter Lake                                    | Missinipe                | Saskatchewan              |
| CJV5   |      | Aéroport Neepawa                                       | Neepawa                  | Manitoba                  |
| CJV7   | SUR  | Aéroport Summer Beaver                                 | Summer Beaver            | Ontario                   |
| CJV8   |      | Aéroport Grand Rapids                                  | Grand Rapids             | Manitoba                  |
| CJV9   |      | Aéroport Melville Municipal                            | Melville                 | Saskatchewan              |
| CJW2   |      | Aéroport Oxbow                                         | Oxbow                    | Saskatchewan              |
| CJW3   |      | Aéroport Loon Lake                                     | Loon Lake                | Saskatchewan              |
| CJW4   |      | Aéroport Pelican Narrows                               | Pelican Narrows          | Saskatchewan              |
| CJW5   |      | Aéroport Russell                                       | Russell                  | Manitoba                  |
| CJW7   |      | Aéroport Cigar Lake                                    | Cigar Lake               | Saskatchewan              |
| CJW8   |      | Hydroaérodrome Gunisao Lake                            | Gunisao Lake             | Manitoba                  |
| CJX3   |      | Héliport La Ronge                                      | La Ronge                 | Saskatchewan              |
| CJX4   |      | Aéroport Rosetown                                      | Rosetown                 | Saskatchewan              |
| CJX5   |      | Village aéronautique Souris Glenwood Industrial        | Souris                   | Manitoba                  |
| CJX6   |      | Hydroaérodrome Bird River                              | Lac-du-Bonnet            | Manitoba                  |
| CJX7   | JX7  | Aéroport Arctic Bay                                    | Arctic Bay               | Nunavut                   |
| CJX8   |      | Hydroaérodrome Hatchet Lake                            | Hatchet Lake             | Saskatchewan              |
| CJY3   | YTT  | Aéroport Tisdale                                       | Tisdale                  | Saskatchewan              |
| CJY4   |      | Aéroport Sandy Bay                                     | Sandy Bay                | Saskatchewan              |
| CJY5   |      | Aéroport Strathclair                                   | Strathclair              | Manitoba                  |
| CJY6   |      | Hydroaérodrome Bissett                                 | Bissett                  | Manitoba                  |
| CJY9   |      | Hydroaérodrome La Loche                                | La Loche                 | Saskatchewan              |
| CJZ2   |      | Aéroport Portage la Prairie (Nord)                     | Portage la Prairie       | Manitoba                  |
| CJZ3   |      | Aérodrome Melfort (Miller Field)                       | Melfort                  | Saskatchewan              |
| CJZ4   |      | Aéroport Shellbrook                                    | Shellbrook               | Saskatchewan              |
| CJZ6   |      | Hydroaérodrome Black Lake                              | Camp Grayling            | Saskatchewan              |
| CJZ7   |      | Hydroaérodrome Deer Lake/Keyamawun                     | Deer Lake                | Ontario                   |
| CJZ9   |      | Hydroaérodrome La Ronge                                | La Ronge                 | Saskatchewan              |